# Kyoto-Gletscher
Der Kyoto-Gletscher ist ein rund 75 km langer, schnell fließender Gletscher an der Bakutis-Küste im westantarktischen Marie-Byrd-Land. Er fließt nördlich der Executive Committee Range und östlich des Berlin-Gletschers in nördlicher Richtung zum vorgelagerten Getz-Schelfeis, das er südlich der Siple-Insel erreicht. Er gehört zu einem von neun Gletschern in diesem Gebiet, die aufgrund der globalen Erwärmung besonders rasch abschmelzen. Die weiteren acht Gletscher sind der der Genf-Gletscher, der Rio-Gletscher, der bereits genannte Berlin-Gletscher, der Bali-Gletscher, der Stockholm-Gletscher, der Paris-Gletscher, der Incheon-Gletscher und der Glasgow-Gletscher.
Namensgebend ist seit 2021 das Kyoto-Protokoll zum weltweiten Klimaschutz, das 1997 beim Weltklimagipfel im japanischen Kyoto verabschiedet wurde.